# Touriga Nacional

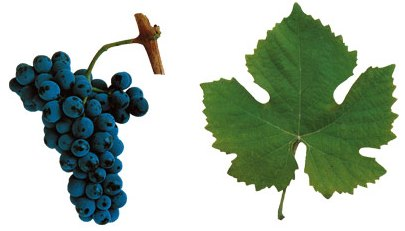
Touriga Nacional druivenras

De touriga nacional is een blauw druivenras dat voornamelijk wordt verbouwd in Portugal. Hier geldt de druif als belangrijkste ingrediënt voor de betere kwaliteiten rode port en daarnaast vormt de druif verplicht een aandeel in de rode wijnen uit de regio Dão.

## Geschiedenis
Dit druivenras komt vermoedelijk uit de regio Dão in het midden van Portugal en wordt voor de eerste maal in 1822 genoemd naar het gelijknamige dorp Touriga in het noorden. DNA-onderzoek heeft uitgewezen dat dit ras samen met de Marufo de bekende druif Touriga Franca heeft voortgebracht. Tevens is vastgesteld dat de Touriga Nacional genetisch heel dicht bij de Rufete staat, een druif uit de regio Castelo Branco in het zuidoosten van Portugal.

## Kenmerken
Een laag rendement door onder andere de kleine druiven. Geschiktheid tot verbouwen in gebieden waar wijnbouw erg moeilijk is, door onder andere steile hellingen, dragen niet bij aan populariteit van deze druif. Kenmerken van deze vroegrijpe druif zijn een dikke schil, aroma's van zwart fruit, zoals de zwarte bessen en bramen. De druif kan een intens diepe kleur in wijn geven evenals een lange levensduur door het hoge gehalte aan tannine.

## Gebieden
De druif komt vooral in Portugal voor. De Dourovallei, de Dão en Alentejo zijn gezamenlijk goed voor een aanplant van ruim 7.300 hectare. Daarnaast komt dit ras  ook in Californië met 120 hectare, Australië met 46, en Zuid-Afrika met bijna 100 voor.

## Synoniemen[1]
- Azal Espanhol
- Bical
- Bical Tinto
- Mortagua
- Mortagua Preto

- Preto Mortagua
- Tinta Mortagua
- Toiriga
- Touriga
- Touriga Femea

- Touriga Fina
- Tourigao
- Tourigo
- Tourigo Antigo
- Tourigo do Dão

- Tourigo Nacional
- Touringa
- Touriva
- Turiga